# Kennicott

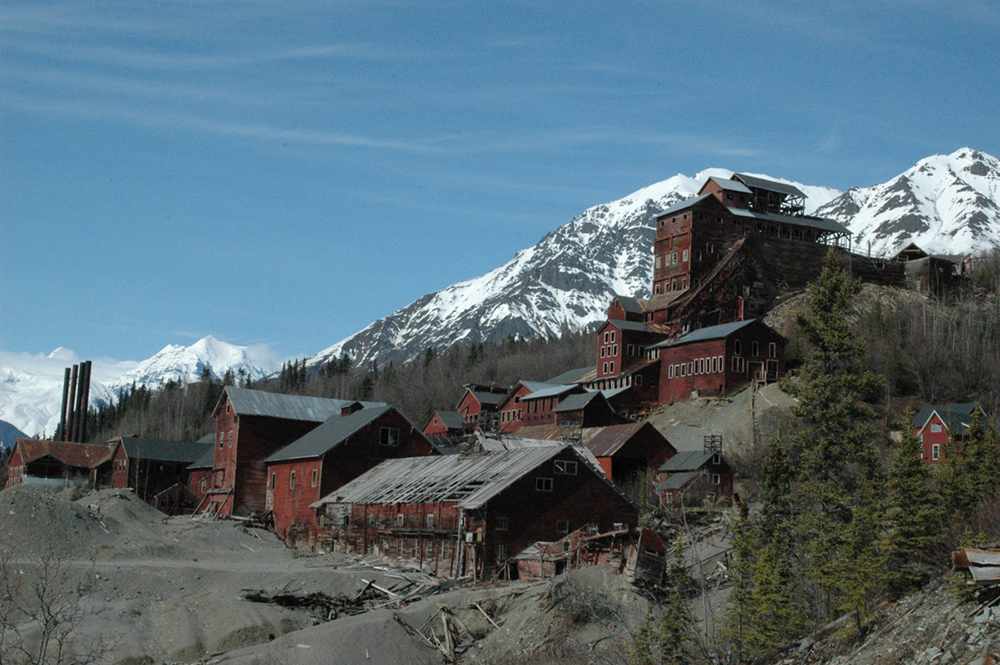
Kopalnia miedzi w Kennicott

Kennicott — opuszczone miasto w Stanach Zjednoczonych (południowo-wschodnia Alaska) na obszarze okręgu administracyjnego Valdez-Cordova. Kennicott podobnie, jak pobliskie McCarthy został założony po odkryciu dużych złóż miedzi pod koniec XIX wieku. Obok dużej kopalni powstało miasto z całkowitą infrastrukturą. Urobek kopalni był transportowany poprzez linię kolejową o długości 315 kilometrów prowadzącą do południowo-alaskańskiego portu w Cordovie. W latach 1910–1920, Kennicott był największym na świecie ośrodkiem wydobycia miedzi. Kopalniane zasoby miedzi wyczerpały się do 1938 roku. Pod koniec lata tego samego roku ruszył w kierunku portu w Cordovie ostatni pociąg z ostatnim urobkiem. Lina kolejowa została zdemontowana, mieszkańcy opuścili Kennicott, degradując go do statusu Ghost Town. Niektóre odcinki dawnej linii kolejowej stanowią dziś fragmenty drogi McCarthyego (McCarthy Road) prowadzącej do powstałego po II wojnie światowej, Parku Narodowego Wrangla-Świętego Eliasza. Pozostała infrastruktura kolejowa została częściowo zniszczona poprzez trzęsienie ziemi. Współczesność Kennicottu to przede wszystkim turystyka alternatywna i funkcja bazy logistycznej dla  pobliskiego parku narodowego.